# Tenaha
Tenaha è un comune (town) degli Stati Uniti d'America della contea di Shelby nello Stato del Texas. La popolazione era di 1.160 abitanti al censimento del 2010.

## Geografia fisica
Secondo lo United States Census Bureau, la città ha una superficie totale di 9,74 km², dei quali 9,7 km² di territorio e 0,04 km² di acque interne (0,45% del totale).

## Società

### Evoluzione demografica
Secondo il censimento del 2010, la popolazione era di 1.160 abitanti.

### Etnie e minoranze straniere
Secondo il censimento del 2010, la composizione etnica della città era formata dal 39,57% di bianchi, il 37,93% di afroamericani, lo 0,26% di nativi americani, lo 0,43% di asiatici, lo 0% di oceanici, il 19,31% di altre razze, e il 2,5% di due o più etnie. Ispanici o latinos di qualunque razza erano il 23,97% della popolazione.